# Pseudoterpna genistaria
Pseudoterpna genistaria là một loài bướm đêm trong họ Geometridae.